# Robert Redford
Robert Redford, született Charles Robert Redford, Jr. (Santa Monica, Kalifornia, 1936. augusztus 18. –) Oscar-díjas amerikai színész, filmrendező és filmproducer.

## Fiatalkora és tanulmányai

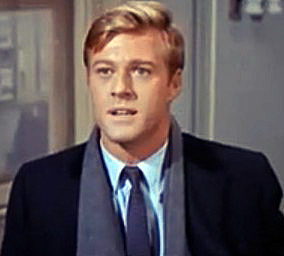
Robert Redford a Mezítláb a parkban című filmben (1967)

Édesapja könyvelőként dolgozott, anyja háztartásbeli volt. Angol illetve ír-skót felmenői vannak. Édesanyja 1955-ben halt meg, még ebben az évben Robert sportösztöndíjat nyert a Colorado Egyetemre. Miután egyre kiábrándultabb lett az akkori kommersz amerikai életstílustól, hogy életébe színt vigyen, először Amerikát, majd Európát vette a nyakába. Végig egyedül, alkalmi munkákat vállalva járt városról városra.
Európai tartózkodása alatt bevett szokásává vált, hogy a tél közeledtével Olaszország felé vette az irányt, majd mikor újra nyár lett, visszatért Franciaországba. Húszévesen Párizsban, majd Firenzében tanult festészetet, de mivel nem ért el jelentősebb sikereket, hazatért New Yorkba, ahol az Amerikai Színművészeti Akadémia hallgatója lett.

## Pályafutása
A Broadway-n először a Sunday in New York című darabban láthatta a közönség, majd következett a Mezítláb a parkban, amelynek későbbi, 1967-es filmváltozatában Jane Fonda volt a partnere. Első filmje, a Háborús vadászat 1962-ben készült, s ebben Sydney Pollackkal játszott, akivel összebarátkozott. Hét közös filmet készítettek, ezekben Pollack már a rendezői feladatokat látta el. A Gene Saks rendezte Mezítláb a parkban (1967) hatalmas kritikusi- és közönségsikert könyvelt el.
A Butch Cassidy és a Sundance kölyök című western (1969) tovább növelte népszerűségét. Partnere Paul Newman, akivel felejthetetlen alakítást nyújtott A nagy balhé (1973) című filmben is. Redfordot játékáért Oscarra jelölték. Mindkét filmet George Roy Hill rendezte.
1980-ban sikeresen debütált rendezőként és producerként. Átlagemberek című családi drámája három Oscar-díjat is kiérdemelt: legjobb film, legjobb rendezés, valamint a legjobb mellékszereplő (Timothy Hutton).
Az 1980-as évektől filmográfiájában előtérbe kerültek a romantikus történetek. négy év kihagyás után vállalt újabb szerepet az Őstehetség című filmben Glenn Close és Kim Basinger mellett. Az igazi visszatérés azonban egy év múlva következett, Meryl Streep oldalán a Távol Afrikától című filmben.
Az 1994-es Kvíz-show című film rendezéséért szintén jelölték Oscar-díjra. A suttogó (1998) volt az első olyan filmje, amelynek egyszerre volt főszereplője és rendezője. Robert Redford az Oscar-díj mellett a Golden Globe-díj, az Audubon-érem, a BAFTA-díj és a Dartmouth Filmtársaság díjának a tulajdonosa.
1980-ban megalapította a Sundance Filmintézetet a független filmesek támogatásáért. A Sundance Filmfesztivált, a kezdő filmesek seregszemléjét minden évben megrendezik a Utah állambeli Park Cityben.

## Magánélete
1958-ban vette feleségül Lola Van Wagennent, akitől négy gyermeke született, egyikőjük még csecsemőkorában meghalt. 27 év házasság után elváltak.
Az 1980-as évek vége felé Sonia Braga színésznővel, utána 1995-ig Kathy O'Rearrel, 1996-ban pedig Sibylle Szaggars, német festőnővel állt romantikus kapcsolatban (2008-ban jegyezték el egymást).
Gyermekei Shauna Redford (1960), David James Redford (1962–2020) és Amy Heart Redford (1970). Négy unokája van.

## Filmográfia

### Film

#### Rendező és producer
| Év   | Magyar cím             | Eredeti cím                            | Feladatkör | Feladatkör |
| Év   | Magyar cím             | Eredeti cím                            | Rendező    | Producer   |
| ---- | ---------------------- | -------------------------------------- | ---------- | ---------- |
| 1980 | Átlagemberek           | Ordinary People                        | Igen       | Nem        |
| 1988 | A milagrói babháború   | The Milagro Beanfield War              | Igen       | Igen       |
| 1992 | Folyó szeli ketté      | A River Runs Through It                | Igen       | Igen       |
| 1994 | Kvíz-show              | Quiz Show                              | Igen       | Igen       |
| 1998 | A suttogó              | The Horse Whisperer                    | Igen       | Igen       |
| 2000 | Bagger Vance legendája | The Legend of Bagger Vance             | Igen       | Igen       |
| 2007 | Gyávák és hősök        | Lions for Lambs                        | Igen       | Igen       |
| 2010 | A cinkos               | The Conspirator                        | Igen       | Igen       |
| 2012 | A hallgatás szabálya   | The Company You Keep                   | Igen       | Igen       |
| 2014 |                        | Cathedrals of Culture (dokumentumfilm) | Igen       | Igen       |

#### Színész
| Év   | Magyar cím                           | Eredeti cím                           | Szerep                                     | Magyar hang          |
| ---- | ------------------------------------ | ------------------------------------- | ------------------------------------------ | -------------------- |
| 1960 |                                      | Tall Story                            | kosaras                                    |                      |
| 1962 |                                      | War Hunt                              | Roy Loomis közlegény                       |                      |
| 1965 | Daisy Clover belülről                | Inside Daisy Clover                   | Wade Lewis                                 |                      |
| 1965 | A helyzet komoly, de nem reménytelen | Situation Hopeless... But Not Serious | Hank Wilson százados                       | Miller Zoltán        |
| 1966 | Ez a ház bontásra vár                | This Property is Condemned            | Owen Legate                                | Selmeczi Roland      |
| 1966 | Üldözők                              | The Chase                             | Charlie 'Bubber' Reeves                    | Cseke Péter          |
| 1967 | Mezítláb a parkban                   | Barefoot in the Park                  | Paul Bratter                               | Tahi Tóth László     |
| 1969 | Butch Cassidy és a Sundance kölyök   | Butch Cassidy and the Sundance Kid    | Sundance kölyök                            | Gáti Oszkár          |
| 1969 | Halál a Rubin hegyen                 | Tell Them Willie Boy Is Here          | Christopher 'Coop' Cooper helyettes seriff | Ujréti László        |
| 1969 | Halál a Rubin hegyen                 | Tell Them Willie Boy Is Here          | Christopher 'Coop' Cooper helyettes seriff | Szakácsi Sándor      |
| 1969 | Verseny a lejtőn                     | Downhill Racer                        | David Chappellet                           | Szabó Sipos Barnabás |
| 1969 | Verseny a lejtőn                     | Downhill Racer                        | David Chappellet                           | Stohl András         |
| 1970 | A nyerő páros                        | Little Fauss and Big Halsy            | Halsy Knox                                 |                      |
| 1972 | Jeremiah Johnson                     | Jeremiah Johnson                      | Jeremiah Johnson                           | Szabó Sipos Barnabás |
| 1972 | A jelölt                             | The Candidate                         | Bill McKay                                 | Szakácsi Sándor      |
| 1972 | A nagy balfogás                      | The Hot Rock                          | John Archibald Dortmunder                  | Szakácsi Sándor      |
| 1973 | A nagy balhé                         | The Sting                             | Johnny Hooker aka Kelly                    | Szakácsi Sándor      |
| 1973 | A nagy balhé                         | The Sting                             | Johnny Hooker aka Kelly                    | Rátóti Zoltán        |
| 1973 | Ilyenek voltunk                      | The Way We Were                       | Hubbell Gardiner                           | Szersén Gyula        |
| 1974 | A nagy Gatsby                        | The Great Gatsby                      | Jay Gatsby                                 | Szakácsi Sándor      |
| 1975 | A Keselyű három napja                | Three Days of the Condor              | Joseph Turner / A Keselyű                  | Tahi Tóth László     |
| 1975 | A Keselyű három napja                | Three Days of the Condor              | Joseph Turner / A Keselyű                  | Szakácsi Sándor      |
| 1975 | A nagy Waldo Pepper                  | The Great Waldo Pepper                | Waldo Pepper                               | Rátóti Zoltán        |
| 1976 | Az elnök emberei                     | All the President's Men               | Bob Woodward                               | Szakácsi Sándor      |
| 1976 | Az elnök emberei                     | All the President's Men               | Bob Woodward                               | Szabó Sipos Barnabás |
| 1976 | Az elnök emberei                     | All the President's Men               | Bob Woodward                               | Laklóth Aladár       |
| 1977 | A híd túl messze van                 | A Bridge Too Far                      | Julian Cook őrnagy                         | Szersén Gyula        |
| 1977 | A híd túl messze van                 | A Bridge Too Far                      | Julian Cook őrnagy                         | Rékasi Károly        |
| 1977 | A híd túl messze van                 | A Bridge Too Far                      | Julian Cook őrnagy                         | Hanyecz Róbert       |
| 1979 | A Las Vegas-i lovas                  | The Electric Horseman                 | Norman 'Sonny' Steele                      | Gáti Oszkár          |
| 1980 | Bilincs                              | Brubaker                              | Henry Brubaker                             | Jakab Csaba          |
| 1984 | Őstehetség                           | The Natural                           | Roy Hobbs                                  | Rátóti Zoltán        |
| 1985 | Távol Afrikától                      | Out of Africa                         | Denys Finch Hatton                         | Szakácsi Sándor      |
| 1985 | Távol Afrikától                      | Out of Africa                         | Denys Finch Hatton                         | Csankó Zoltán        |
| 1986 | Törvényszéki héják                   | Legal Eagles                          | Tom Logan                                  | Tahi Tóth László     |
| 1990 | Havanna                              | Havana                                | Jack Weil                                  | Hegedűs D. Géza      |
| 1992 | Komputerkémek                        | Sneakers                              | Martin "Marty" Bishop                      | Szabó Sipos Barnabás |
| 1992 | Folyó szeli ketté                    | A River Runs Through It               | narrátor (hangja)                          | Breyer László        |
| 1992 | Folyó szeli ketté                    | A River Runs Through It               | narrátor (hangja)                          | Jakab Csaba          |
| 1993 | Tisztességtelen ajánlat              | Indecent Proposal                     | John Gage                                  | Kozák András         |
| 1996 | A hírek szerelmesei                  | Up Close & Personal                   | Warren Justice                             | Szakácsi Sándor      |
| 1998 | A suttogó                            | The Horse Whisperer                   | Tom Booker                                 | Koncz Gábor          |
| 2001 | Az utolsó erőd                       | The Last Castle                       | Eugene Irwin altábornagy                   | Dörner György        |
| 2001 | Kémjátszma                           | Spy Game                              | Nathan D. Muir                             | Szakácsi Sándor      |
| 2004 | Az emberrablás                       | The Clearing                          | Wayne Hayes                                | Szakácsi Sándor      |
| 2005 | Befejezetlen élet                    | An Unfinished Life                    | Einar Gilkyson                             | Végvári Tamás        |
| 2006 | Malac a pácban                       | Charlotte's Web                       | Ike, a ló (hangja)                         | Tahi Tóth László     |
| 2007 | Gyávák és hősök                      | Lions for Lambs                       | Dr. Stephen Malley                         | Forgács Gábor        |
| 2012 | A hallgatás szabálya                 | The Company You Keep                  | Jim Grant / Nick Sloan                     | Tahi Tóth László     |
| 2013 | Minden odavan                        | All Is Lost                           | Férfi                                      | Sörös Sándor         |
| 2014 | Amerika Kapitány: A tél katonája     | Captain America: The Winter Soldier   | Alexander Pierce                           | Dunai Tamás          |
| 2015 |                                      | A Walk in the Woods                   | Bill Bryson                                |                      |
| 2015 | Igazság: A CBS-botrány               | Truth                                 | Dan Rather                                 | Ujréti László        |
| 2016 | Elliott, a sárkány                   | Pete's Dragon                         | Mr. Meacham (hangja)                       | Tahi Tóth László     |
| 2017 |                                      | The Discovery                         | Thomas Harbor                              |                      |
| 2017 | Milyen hosszú az éjszaka             | Our Souls At Night                    | Louis Waters                               |                      |
| 2018 | Úriember revolverrel                 | The Old Man and The Gun               | Forrest Tucker                             | Ujréti László        |
| 2018 |                                      | Buttons                               | narrátor (hangja)                          |                      |
| 2019 | Bosszúállók: Végjáték                | Avengers: Endgame                     | Alexander Pierce                           | Dunai Tamás          |
| 2020 |                                      | Omniboat: A Fast Boat Fantasia        | Lokia a delfinszörny (hangja)              |                      |

### Televízió

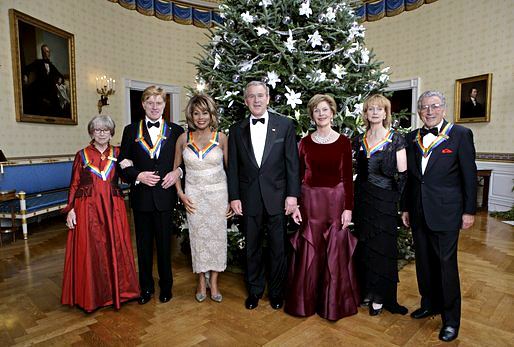
Robert Redford George W. Bush elnökkel

| Év      | Cím                                                    | Szerep                           | Megjegyzések |
| ------- | ------------------------------------------------------ | -------------------------------- | ------------ |
| 1960    | Maverick                                               | Jimmy Coleman                    | 1 epizód     |
| 1960    | Rescue 8                                               | Danny Tilford                    | 1 epizód     |
| 1960    | The Deputy                                             | Burt Johnson                     | 1 epizód     |
| 1960    | Playhouse 90                                           | Lott hadnagy                     | 1 epizód     |
| 1960    | Tate                                                   | John Torsett / Tad Dundee        | 2 epizód     |
| 1960    | Moment of Fear                                         | idegen                           | 1 epizód     |
| 1960    | Perry Mason                                            | Dick Hart                        | 1 epizód     |
| 1960    | The Iceman Cometh (The Play of the Week)               | Don Parritt                      | tévéfilm     |
| 1961    | Alfred Hitchcock bemutatja (Alfred Hitchcock Presents) | Charlie Marx                     | 1 epizód     |
| 1961    | Route 66                                               | Janosh                           | 1 epizód     |
| 1961    | Whispering Smith                                       | Johnny                           | 1 epizód     |
| 1961    | Naked City                                             | Baldwin Larne                    | 1 epizód     |
| 1962    | Dr. Kildare                                            | Mark Hadley                      | 1 epizód     |
| 1962    | Alkonyzóna (The Twilight Zone)                         | Harold Beldon                    | 1 epizód     |
| 1962–63 | The Alfred Hitchcock Hour                              | David Chesterman / Chuck Marsden | 2 epizód     |
| 1963    | The Untouchables                                       | Jackson Emmit Parker             | 1 epizód     |
| 1963    | The Virginian                                          | Matthew Cordell                  | 1 epizód     |